# بنه نفل
بنه نفل، روستایی از توابع بخش جایزان شهرستان امیدیه در استان خوزستان [
ایران است.
علت نامگذاری:ساکنین اصلی این روستا۴برادر فرزندان مهنا به نام های سجیل،نفل،محمد،حمود میباشند که شغل اصلی انها کشاورزی و دامداری بود و از بزرگان و شجاعان منطقه بودند که برادر دوم انها نفل درقبال راهزنی گروه های راهزن مقاومت و ایستادگی دلیرانه ای داشته و روستا به اسم او نامگذاری شده است.
محصولات کشاورزی:گندم جو  برنج کنجد گلزا و محصولات جالیزی
شغل اصلی اهالی:کشاورزی دامپروری پرورش طیور

## جمعیت
این روستا در دهستان جایزان قرار دارد و براساس سرشماری مرکز آمار ایران در سال ۱۳۸۵، جمعیت آن ۱۲۲ نفر (۲۲خانوار) بوده‌است.